# Stremitelny (1938)
El Stremitelny (en ruso: Стремительный, lit. 'Impetuoso') fue uno de los destructores de la clase Gnevny (oficialmente conocido como Proyecto 7) construidos para la Armada Soviética a finales de la década de 1930. Completado en 1938, fue asignado a la Flota del Báltico y desempeñó un papel menor en la Guerra de Invierno de 1939-1940 contra Finlandia. El Stremitelny fue transferido a la Flota del Norte a mediados de 1940.  
Después del inicio de la invasión alemana de la Unión Soviética, en junio de 1941, cubrió un desembarco anfibio a lo largo de la costa ártica. El buque fue atacado y hundido por bombarderos en picado alemanes el mes siguiente en Polyarny con la pérdida de 111 tripulantes y pasajeros. Su pecio fue parcialmente rescatado al año siguiente.  

## Diseño y desarrollo
Después de construir los destructores de clase Leningrado, grandes y costosos de 40 nudos (74 km/h), la Armada soviética buscó la asistencia técnica de Italia para diseñar destructores más pequeños y más baratos. Obtuvieron la licencia de los planos de los destructores italianos de la clase Folgore y, al modificarlos para sus propósitos, sobrecargaron un diseño que ya era algo poco estable.
Los destructores de la clase Gnevnys tenían una eslora total de 112,8 metros, una manga de 10,2 metros y un calado de 4,8 metros a toda carga. Los buques tenían un sobrepeso significativo, casi 200 toneladas más pesados de lo diseñado, desplazando 1612 toneladas con carga estándar y 2039 toneladas a toda carga. Su tripulación constaba de 197 oficiales y marineros en tiempo de paz y 236 en tiempo de guerra.
Los buques contaban con un par de turbinas de vapor con engranajes, cada una impulsaba una hélice, capaz de producir 48 000 ihp en el eje (36 000 kW) usando vapor de tres calderas de tubos de agua que estaba destinado a darles una velocidad máxima de 37 nudos (69 km/h). Los diseñadores habían sido conservadores al calificar las turbinas y muchos, pero no todos, los buques excedieron fácilmente su velocidad diseñada durante sus pruebas de mar. Las variaciones en la capacidad de fueloil significaron que el alcance de los destructores de la clase Gnevny variaba entre 1670 y 3145 millas náuticas (3093 a 5825 km; 1922 a 3619 millas) a 19 nudos (35,00 km/h). El Stremitelny demostró tener un alcance de 3055 millas náuticas (5658 km; 3516 millas) a esa velocidad.
Tal y como estaban construidos, los buques de la clase Gnevny montaban cuatro cañones B-13 de 130 mm en dos pares de monturas individuales superfuego a proa y popa de la superestructura. La defensa antiaérea corría a cargo de un par de cañones 34-K AA de 76,2 mm en monturas individuales y un par de cañones AA 21 K de 45 mm, así como dos ametralladoras AA DK o DShK de 12,7 mm. Así mismo, llevaban seis tubos lanzatorpedos de 533 mm en dos montajes triples giratorios; cada tubo estaba provisto de una recarga. Los barcos también podrían transportar un máximo de 60 o 95 minas y 25 cargas de profundidad. Estaban equipados con un juego de hidrófonos Marte para la guerra antisubmarina, aunque eran inútiles a velocidades superiores a tres nudos (5,6 km/h). Los buques estaban equipados con dos paravanes K-1 destinados a destruir minas y un par de lanzadores de cargas de profundidad.

## Historial de combate
Construido en el astillero número 189 de Leningrado (Ordzhonike) como astillero número 291, se inició su construcción el 22 de agosto de 1936, se botó el 4 de febrero de 1937. Fue finalmente completado el 18 de noviembre de 1938. Asignado a la Flota del Báltico el 29 de noviembre, sirvió en tareas de patrulla y escolta durante la Guerra de Invierno, además de bombardear las posiciones de artillería costera en la isla finlandesa de Russarö el 1 de diciembre de 1939 con su buque gemelo el Smetlivy y el crucero ligero Kirov. El 9 de mayo de 1940 fue transferido a la Flota del Norte.
Cuando comenzó la invasión alemana de la Unión Soviética, el 22 de junio de 1941, el buque tenía su base en Polyarny. Junto con sus buques gemelos Gromky y Gremyashchy, el Stremitelny cubrió el desembarco de tropas soviéticas en el lado occidental de la desembocadura del río Zapadnaya Litsa el 14 de julio durante la operación zorro de platino, el intento alemán de capturar Múrmansk. Seis días después, el buque fue atacado por bombarderos en picado Junkers Ju 87 "Stuka" mientras estaba atracado en Polyarny y resultó alcanzado por cuatro bombas que impactaron en medio del buque. Detonaron en las salas de calderas y máquinas, matando a todos los tripulantes que se encontraban en esos compartimentos y partiendo el buque por la mitad. La sección de popa se hundió en unos minutos, pero la sección de proa tardó 20 minutos en hundirse. Un total de 111 personas murieron, incluidos varios actores que realizaban una actuación a bordo cuando el avión atacó. Su pecio fue parcialmente rescatado en abril de 1942 y su popa se utilizó para reparar su buque gemelo el Razyaryonny.